# Panopée (ville)
Pour les articles homonymes, voir Panopée.
Panopée (en grec ancien : Πανοπεύς) est une ancienne cité grecque de Phocide. Ses habitants sont les Panopéens.
Elle est citée dans le Catalogue des vaisseaux, ainsi que dans l’Odyssée où Homère évoque « sa riante plaine ». Pausanias en fait la description suivante :

« À vingt stades de Chéronée se trouve la cité des Panopéens, si l'on peut vraiment donner le nom de cité à des gens qui n'ont ni locaux administratifs, ni gymnase, ni place publique, ni adduction d'eau alimentant une fontaine, et qui habitent là, sur la berge d'un ravin dans des huttes à demi creusées dans le sol, comme des cabanes de montagnards. Pourtant leur territoire est délimité par rapport à celui de leurs voisins, et ils envoient des délégués à l'assemblée générale de Phocide. Enfin, ils racontent que le nom de leur cité dérive de celui du père d'Épéios. »

— Pausanias, Description de la Grèce [détail des éditions] [lire en ligne], X, 4.
La cité se trouve dans le territoire du village de Saint Blaise,, (Άγιος Βλάσιος / Ayios Vlásios) Le nom de Panopée a été conservé pour les ruines de la citadelle qui domine le village actuel (Κάστρο του Πανοπέα / Kástro tou Panopéa, « forteresse de Panopée »).